# Scottish Third Division 2010-2011
La Scottish Third Division 2010-2011 è stata la 17ª edizione del torneo e ha rappresentato la quarta categoria del calcio scozzese.

## Squadre partecipanti
| Squadra            | Città              | Stadio              | Posizione 2009-2010                                               |
| ------------------ | ------------------ | ------------------- | ----------------------------------------------------------------- |
| Albion Rovers      | Coatbridge         | Cliftonhill Stadium | 5º posto                                                          |
| Annan Athletic     | Annan              | Galabank Stadium    | 8º posto                                                          |
| Arbroath           | Arbroath           | Gayfield Park       | 9º posto in Scottish Second Division 2009-2010, perdente play-out |
| Berwick Rangers    | Berwick-upon-Tweed | Shielfield Park     | 6º posto                                                          |
| Clyde              | Cumbernauld        | Broadwood Stadium   | 10º posto in Scottish Second Division 2009-2010                   |
| East Stirlingshire | Falkirk            | Firs Park           | 3º posto                                                          |
| Elgin City         | Elgin              | Borough Briggs      | 9º posto                                                          |
| Montrose           | Montrose           | Links Park          | 10º posto                                                         |
| Queen's Park       | Glasgow            | Hampden Park        | 4º posto                                                          |
| Stranraer          | Stranraer          | Stair Park          | 7º posto                                                          |

## Classifica finale
|  | Pos. | Squadra            | Pt | G  | V  | N  | P  | GF | GS | DR  |
|  | ---- | ------------------ | -- | -- | -- | -- | -- | -- | -- | --- |
|  | 1.   | Arbroath           | 66 | 36 | 20 | 6  | 10 | 80 | 61 | +19 |
|  | 2.   | Albion Rovers      | 61 | 36 | 17 | 10 | 9  | 56 | 40 | +16 |
|  | 3.   | Queen's Park       | 59 | 36 | 18 | 5  | 13 | 57 | 43 | +14 |
|  | 4.   | Annan Athletic     | 59 | 36 | 16 | 11 | 9  | 58 | 45 | +13 |
|  | 5.   | Stranraer          | 57 | 36 | 15 | 12 | 9  | 72 | 57 | +15 |
|  | 6.   | Berwick Rangers    | 49 | 36 | 12 | 13 | 11 | 62 | 56 | +6  |
|  | 7.   | Elgin City         | 45 | 36 | 13 | 6  | 17 | 53 | 63 | −10 |
|  | 8.   | Montrose           | 37 | 36 | 10 | 7  | 19 | 47 | 61 | −14 |
|  | 9.   | East Stirlingshire | 34 | 36 | 10 | 4  | 22 | 33 | 62 | −29 |
|  | 10.  | Clyde              | 32 | 36 | 8  | 8  | 20 | 37 | 67 | −30 |

Legenda:

      Campione di Third Division e promossa in Second Division
      Ammesse ai play-off per la Second Division
Note:

Tre punti a vittoria, uno a pareggio, zero a sconfitta.

## Play-off promozione
Ai play-off partecipano la 2ª, 3ª e 4ª classificata della Third Division (Albion Rovers, Queen's Park, Annan Athletic) e la 9ª classificata della Second Division 2010-2011 (Alloa Athletic).

### Semifinali
| Squadra 1      | Totale | Squadra 2      | Andata | Ritorno |
| -------------- | ------ | -------------- | ------ | ------- |
| Annan Athletic | 2 – 1  | Alloa Athletic | 2 – 1  | 0 – 0   |
| Queen's Park   | 1 – 3  | Albion Rovers  | 1 – 1  | 0 – 2   |

### Finale
| Squadra 1     | Totale | Squadra 2      | Andata | Ritorno |
| ------------- | ------ | -------------- | ------ | ------- |
| Albion Rovers | 4 – 3  | Annan Athletic | 3 – 1  | 1 – 2   |